# Referéndum sobre el estatus político de Gagaúzia de 2014
El referéndum sobre el estatus político de Gagaúzia de 2014  se celebró en la Unidad Territorial Autónoma de Gagaúzia el 2 de febrero de 2014 y consultó el apoyo a la independencia si Moldavia perdiera su soberanía y el ingreso de Moldavia a la Unión Aduanera Euroasiática o a la Unión Europea.
El 98,9% de los residentes de Gagaúzia dijeron que apoyaban la independencia si Moldavia se unía a Rumania, y el 98,47% están a favor del ingreso moldavo a la Unión Aduanera Euroasiática, mientras que un porcentaje menor estaba a favor de unirse a la Unión Europea.
Las decisiones sobre la realización del plebiscito se adoptaron el 27 de noviembre de 2013, cuando la Asamblea Popular de Gagaúzia adoptó las decisiones "Sobre la realización del referéndum legislativo sobre el estatus separado de los habitantes de Gagaúzia en la autodeterminación externa" y "Sobre la realización del referéndum consultivo". Estas acciones violaron las disposiciones de varias leyes y normas nacionales moldavas como la constitución, el código electoral y otros actos legislativos.

## Resultado

La Asamblea Popular de ATU Gagaúzia, quien lidero el referéndum considerado ilegal por Moldavia.

La participación en el referéndum fue del 70,4%, es decir, 70.777 votantes, a pesar de que fue declarado ilegal por el poder judicial moldavo, y las autoridades de Chisináu instaron a la población a no participar, sin resultado.
- 68.023 votantes votaron en contra de la adopción del proyecto de ley de ATU Gagaúzia sobre la suspensión del estatus del pueblo de Gagaúzia de autodeterminación en términos de política exterior, en contra de 1324 .
- 68.182 votantes votaron por la adhesión de Moldavia a la Unión Aduanera Euroasiática, frente a 1057.
- 1718 votantes votaron en contra de la adhesión de Moldavia a la Unión Europea, contra 66643.[4]

## Reacciones
- Iurie Leancă, el primer ministro de Moldavia, describió el referéndum de Gagaúzia como un "desafío a la ley". Según él, el juego con el referéndum podría dar lugar a problemas mucho mayores y estas acciones implican "elementos de un intento de estimular los procesos separatistas".[5]
- Iurie Ciocan, presidente de la Comisión Electoral Central, afirmó que no reconoce el referéndum sobre la autonomía de Gagaúzia de 2014, ya que se trata de un acto ilegal.[6]